# Портрет Эдуарда VI (Гольбейн младший, 1538)
Портрет Эдуарда VI — картина немецкого живописца Ганса Гольбейна (младшего) периода Высокого Возрождения. Создана около 1538 года по заказу отца Эдуарда, короля Англии Генриха VIII.

## История создания картины
Подобно многим детским портретам XVI века, целью создания картины было продемонстрировать ожидаемую будущую роль ребёнка в обществе, в данном случае — будущую роль короля.

## Композиция
На картине изображён наследник английского престола Эдуард Тюдор, будущий король Англии Эдуард VI, в возрасте 15 месяцев. Эдуард изображён одетым в костюм, по своему покрою напоминающим современные ему королевские костюмы. Некоторые детали костюма адаптированы для удобства ребёнка. В правой руке Эдуард держит золотую погремушку, так как король держал бы скипетр.